# Guebake-Gassol
Guebake-Gassol est un village de la commune de Belel situé dans la région de l'Adamaoua et le département de la Vina au Cameroun.

## Population
En 1967, Guebake-Gassol comptait 631 habitants, principalement des Foulbe.
Lors du recensement de 2005, 2 436 personnes y ont été dénombrées.